# Panther Rotate
Panther Rotate — альбом ремиксов американской рок-группы Osees из Сан-Франциско. Он был выпущен 11 декабря 2020 года лейблом Castle Face Records. Это третий полноформатный альбом группы, выпущенный под названием Osees. Ранее группа выпускала свои альбомы под названиями «Thee Oh Sees», «OCS», «The Ohsees» и «The Oh Sees». Это третий из трёх полноформатных альбомов, выпущенных группой в 2020 году. В Panther Rotate вошли экспериментальные переработки нескольких треков из Protean Threat.

## История
По горячим следам своего альбома конца 2020 года Protean Threat плодовитые Osees выпустили сопутствующий альбом, состоящий из радикально ремикшированных треков, найденных звуков, обработанных полевых записей и общей странности под названием Panther Rotate. На нём Джон Дуайер из группы работает с микшерным пультом, как фазированный Кинг Табби, когда он скручивает существующие песни в узлы, делает моторик-хэш из кавера песни «Don’t Blow Your Mind» подростковой гаражной группы Элиса Купера The Spiders, взбивает облака статического шума и в целом создаёт что-то новое и захватывающее из того, что звучит как внутренности Protean Threat, вывернутые наизнанку и оставленные на солнце для запекания.

## Отзывы
| Совокупная оценка | Совокупная оценка |
| Источник          | Оценка            |
| ----------------- | ----------------- |
| Metacritic        | 64/100            |
| Оценки критиков   |                   |
| Источник          | Оценка            |
| AllMusic          | [ 2 ]             |

Альбом получил положительные оценки и признание от музыкальных критиков.
Panther Rotate получил оценку 64 из 100 на агрегаторе рецензий Metacritic на основе четырёх рецензий критиков, что указывает на «в целом благоприятный» приём.
Тим Сендра написал в AllMusic, что «Результаты не такие мощные и захватывающие, как „настоящий“ альбом Osees, но все равно интересно слышать, как Дуайер балуется этим видом экспериментального дурачества. Вмешанные среди бесформенных джемов и осколков электронного шума, некоторые песни выглядывают из-под земли в новой форме. Например, плавящаяся краска „Scramble Suit II“, которая захлестнула Protean, переделана в гипнотическую панихиду, похожую на Can, которая настолько смещена от центра, что, возможно, придётся проверить их винил на предмет деформаций. „If I Had an Experiment“ превращает „If I Had My Way“ в приглушённое, дублированное бормотание, которое высасывает все поступательное движение оригинала и заставляет его ошеломлённо вращаться в бесконечный пончик, „Terminal Experiment“ берёт один из самых свирепых треков альбома, „Terminal Jape“, и придаёт ему электрический ремикс Miles-on-Pluto, который ползёт, а не топает, а вышеупомянутый кавер на трек Spiders удаляет всю гаражную роковую зернистость оригинала и заменяет её на запертый психоделический джаз. Эти вычурные и полностью разорванные ремиксы и переделки связаны короткими всплесками шума, поэзии и пространства, в результате чего получается нечто, что ощущается как искусство, но не скучное и совсем не претенциозное. Кажется вероятным, что Дуайер выбил все это за один присест или, по крайней мере, за выходные, что придаёт записи почти электрическое ощущение непосредственности. Он, конечно, не качает так сильно, как альбом Osees, но ошеломляющая природа работы Дуайера остаётся нетронутой, и нет абсолютно никаких причин, по которым кто-либо, уже находящийся под чарами группы, не должен считать Panther Rotate ещё одной важной и вдохновляющей частью головоломки Oh Sees/Osees».

## Список композиций
| №                   | Название                     | Длительность |
| ------------------- | ---------------------------- | ------------ |
| 1.                  | «Scramble Experiment»        | 5:29         |
| 2.                  | «Don't Blow Your Experiment» | 5:09         |
| 3.                  | «Synthesis»                  | 2:54         |
| 4.                  | «Toadstool Experiment»       | 5:34         |
| 5.                  | «If I Had an Experiment»     | 4:29         |
| 6.                  | «Miz Experiment»             | 0:51         |
| 7.                  | «Terminal Experiment»        | 6:10         |
| 8.                  | «Poem with 2 Horns»          | 1:57         |
| 9.                  | «Gong Experiment»            | 6:54         |
| Общая длительность: | Общая длительность:          | 39:31        |

## Чарты
| Чарт (2020)                                  | Высшая позиция |
| -------------------------------------------- | -------------- |
| Великобритания (UK Independent Albums Chart) | 44             |
| Великобритания (Record Store Chart, OCC)     | 4              |